# Aechmea conferta
Aechmea conferta är en gräsväxtart som beskrevs av Lyman Bradford Smith. Aechmea conferta ingår i släktet Aechmea och familjen Bromeliaceae. Inga underarter finns listade i Catalogue of Life.